# Shanghai Shenhua
Shanghai Shenhua Football Club (chiń. 上海申花足球俱乐部; pinyin Shànghǎi Shēnhuā Zǔqiū Jūlèbù) – chiński klub piłkarski, grający obecnie w Chinese Super League, mający siedzibę w największym mieście kraju, Szanghaju.

## Historia
Shenhua został założony 10 grudnia 1993. Początkowo był sponsorowany przez lokalną spółkę o nazwie Shenhua (Shenhua w języku chińskim znaczy „Kwiat Szanghaju”). Pod koniec 2001 Shenhua wycofała się ze sponsorowania zespołu, a na ich miejsce dołączyły SVA i SMEG (Shanghai Media & Entertainment Group). Zmieniono wówczas nazwę na Shanghai Shenhua SVA SMEG Football Club (SFC), jednak potocznie na klub nadal mówi się „Shenhua”.
Shenhua jest najbardziej utytułowanym zespołem z Szanghaju spośród Shanghai Zobon i Inter Shanghai. Dwukrotnie zdobywał mistrzostwo Chin, a sześciokrotnie zostawał wicemistrzem kraju. Największa grupa kibiców zwana jest „Blue Devil”, czyli „Niebieski Diabeł”.
W 2007 Zhu Jun właściciel klubu Shanghai United FC wykupił większość udziałów Shenhua i doszło do fuzji obu klubów. Klub przeniósł się też na nowy stadion Yuanshen Sports Centre w Pudong, który w poprzednim sezonie był obiektem Shanghai United. W nowym składzie Shenhua widnieje 17 reprezentantów Chin zarówno kadry A, jak i U-23.

## Sukcesy
- Mistrzostwo Jia A Champions: 1995, 2003
- Wicemistrzostwo Jia A: 1996, 1997, 1998, 2000, 2001
- Wicemistrzostwo Chinese Super League: 2005, 2006
- Puchar Chin: 1998
- Superpuchar Chin: 1996, 1999, 2002
- A3 Champions Cup: 2007

## Obecny skład
Stan na 31 stycznia 2021
| Nr | Poz. | Piłkarz                                            |
| -- | ---- | -------------------------------------------------- |
| 1  | BR   | Ma Zhen                                            |
| 3  | OB   | Bi Jinhao                                          |
| 5  | OB   | Zhu Chenjie                                        |
| 6  | OB   | Feng Xiaoting (wypożyczony z Guangzhou Evergrande) |
| 7  | PO   | Alexander N’Doumbou                                |
| 8  | PO   | Zhang Lu                                           |
| 9  | NA   | Yang Xu                                            |
| 10 | PO   | Giovanni Moreno (kapitan)                          |
| 11 | PO   | Yu Hanchao                                         |
| 13 | OB   | Zhao Mingjian                                      |
| 14 | OB   | Sun Kai                                            |
| 16 | OB   | Li Yunqiu                                          |
| 19 | BR   | Zheng Cheng (wypożyczony z Guangzhou Evergrande)   |
| 20 | NA   | Kim Shin-wook                                      |
| 21 | PO   | Zhu Baojie                                         |
| 23 | OB   | Bai Jiajun                                         |
| 24 | PO   | Liao Haochuan                                      |
| 25 | PO   | Peng Xinli                                         |
| 26 | PO   | Qin Sheng                                          |
| 27 | BR   | Li Shuai                                           |

| Nr | Poz. | Piłkarz        |
| -- | ---- | -------------- |
| 28 | PO   | Cao Yunding    |
| 30 | PO   | Stéphane M’Bia |
| 31 | PO   | Miller Bolaños |
| 32 | OB   | Eddy Francis   |
| 33 | PO   | Wang Haijian   |
| 34 | PO   | Lü Pin         |
| 35 | OB   | Zhu Yue        |
| 37 | PO   | Sun Shilin     |
| 38 | OB   | Wen Jiabao     |
| 43 | PO   | Xu Jun         |
| 45 | OB   | Liu Qiuai      |
| 46 | OB   | Guo Chen       |
| 47 | PO   | Hai Xiaouri    |
| 54 | OB   | Wang Jiahao    |
| 56 | PO   | Su Yihao       |
| 60 | BR   | Jiang Yutao    |
| 63 | BR   | Zhou Zhengkai  |
|    | OB   | Cao Chuanyu    |
|    | PO   | Chen Tao       |
|    | NA   | Odion Ighalo   |